# 寒黑心
〈寒黑心〉（英語：Ricardio the Heart Guy）是《探險活寶》第一季的第7集。在卡通頻道2010年4月26日播出。本集以阿寶和老皮為主角，阿寶以為泡泡糖公主的新朋友，名為寒黑心的心臟是邪惡的，並之後得知寒黑心是冰霸王的心臟。寒黑心說他想掏出泡泡糖的心臟，但他被阿寶和老皮擊敗。

## 劇情
冰霸王綁架泡泡糖公主後，阿寶和老皮設法救她。泡泡糖太高興，所以決定辦一場晚會答謝阿寶。阿寶做紙鶴給泡泡糖當禮物，老皮卻說阿寶暗戀她，但阿寶不認為。當他們到晚會，然而沒人注意到他們。包括泡泡糖和每個人關注一名叫寒黑心，心形的男子。他和泡泡糖在舞池旁高談科學，讓阿寶嫉妒。
阿寶一開始認為寒黑心是一個惡棍，但老皮指出阿寶是在嫉妒。然而，這兩個窺視寒黑心，看他邪惡。他們看到寒黑心入一個垃圾箱，並拿到一條繩子，打破瓶子。然後他們看到他扔冰霸王進垃圾箱，所以他們決定懷疑寒黑心大概是超級惡棍。阿寶向寒黑心打拳，泡泡糖看到很生氣。她帶寒黑心離開。然而，體弱多病的冰霸王向阿寶和老皮面前爬。他表示寒黑心實際上是他自己的心臟，它獲得知覺之後，冰霸王進行愛情咒語失敗。寒黑心希望掏出泡泡糖的心臟，做他的新娘。
阿寶和老皮趕到泡泡糖的城堡，並找到她被綁在椅子上，寒黑心快要撕開她的心臟了。然後阿寶和老皮打寒黑心。冰霸王爬入城堡和把寒黑心放回到他的胸口。然後吃飯時，泡泡糖告訴阿寶並不需再吃醋，但阿寶否認自己出於嫉妒。

## 幕後製作

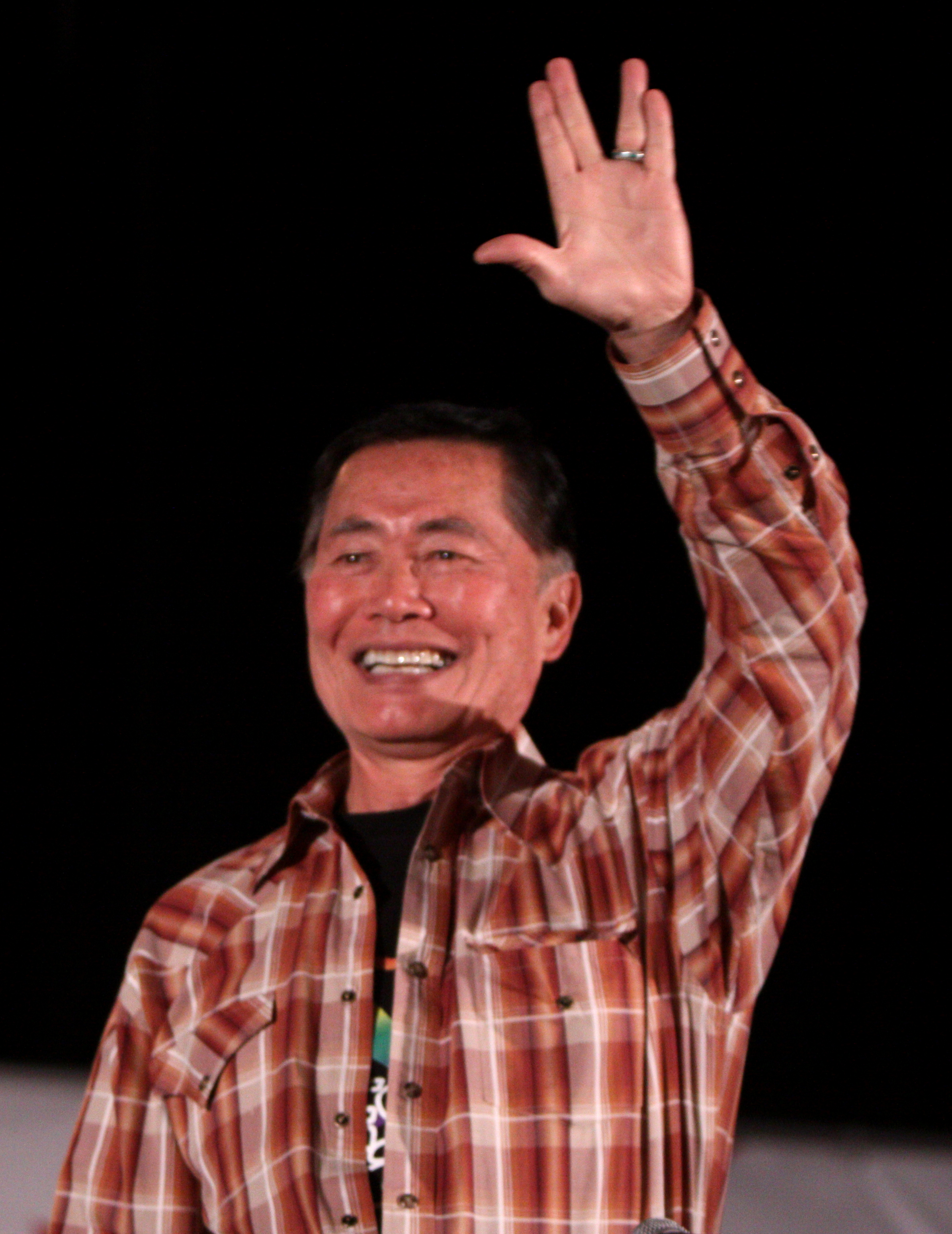
客串人物喬治·武井

〈寒黑心〉是由伯特·尹（Bert Youn）和肖恩·希門尼斯（Sean Jimenez）擔任編劇，梅里韋瑟·威廉，蒂姆·麥基翁（Tim McKeon）和亞當·武藤擔任分鏡。由拉里·萊奇力特擔任導演，此集由喬治·武井配演常見反派寒黑心，之後湯姆·肯尼稱此角色為“地獄情人節”武井後來在第四季〈彩虹姊姊的大秘密〉中再次配演此角色。此人物的初稿像一個擁有完整的動脈和心室的擬人化心臟。寒黑心是《探險活寶》中擁有高詳細面孔的少數角色；此集的評註上顯示，他的臉有與改編自1901年赫伯特·乔治·威尔斯小說《月球上最早的人类》的1902年法國默片《月球旅行记》中月球的臉的設計互相比較。
此集播出後，系列作曲家凱西·巴錫齊斯（Casey Basichis）發布一個視頻，解釋他的靈感和製作此集音樂的方法。根據視頻，巴錫齊斯在他的淋浴使用他的聲音和烏克麗麗
創作聲音“概略”；其聲音是由手機錄下的。最初，聲音會有“纽约、計程車和爵士（New York City, taxi, and jazz）”的感覺，但巴錫齊斯不滿意選擇類型，並轉換一下感覺。至於冰霸王與寒黑心對話時所出現的音樂，巴錫齊斯靈感自於試播集。此外還向歌劇演員凱倫·王（Karen Vuong）獻出聲音。按照巴錫齊斯所說，王使用一次就成功錄製聲樂。巴錫齊斯選擇歌劇，是因為他知道“病態的知識分子”和“專注於謀殺”的名聲，他認為很適合寒黑心的特徵
。

## 反響
〈寒黑心〉於2010年4月26日在卡通頻道首播。此集有1.91萬觀眾觀看，尼爾森收視率為1.3/2，表示所有家庭在看電視時的比例為1.3%和2%。此集首次在2011年《探險活寶：最愛的兩個人》DVD發行，其中包括前兩季的12集。後來在2012年7月完整版第一季DVD發行；此集的評註也包括在DVD上。
此集收到從評論家大部分正面的評論。IGN的馬特·福勒在《最愛的兩個人》DVD的評論中指出，雖然“一個能散步和說話，名為寒黑心的心臟[...]計劃剪掉泡泡糖公主心臟的想法讓人恐懼，但節目“找到方法使這恐怖的想法可理解及有趣”。
武井配演作為寒黑心獲得好評。io9的查理·安德斯（Charlie Anders）將武井在此集中的配演作為他的“最偉大的時刻”，指出“我們怎麼能錯過武井在我們所愛好的新節目《探險活寶》配演這個卑鄙，談話科學的心臟？”DVD Talk的泰勒·福斯特（Tyler Foster）稱寒黑心是本季的亮點。《影音俱樂部》評論家奧利弗·薩瓦（Oliver Sava）在〈彩虹姊姊的大秘密〉的評論寫道，寒黑心“在此動畫系列非常受歡迎，主因是武井令人愉快的配音。”此外，他還讚揚了武井說出台詞的方式，指出“有一個不自然拍馬屁的唱功跟冰霸王的鼻音的鮮明對比”，和“武井總是聽起來像他用大量時間閱讀為他寫可笑的台詞”。